# Raymond Mhlaba

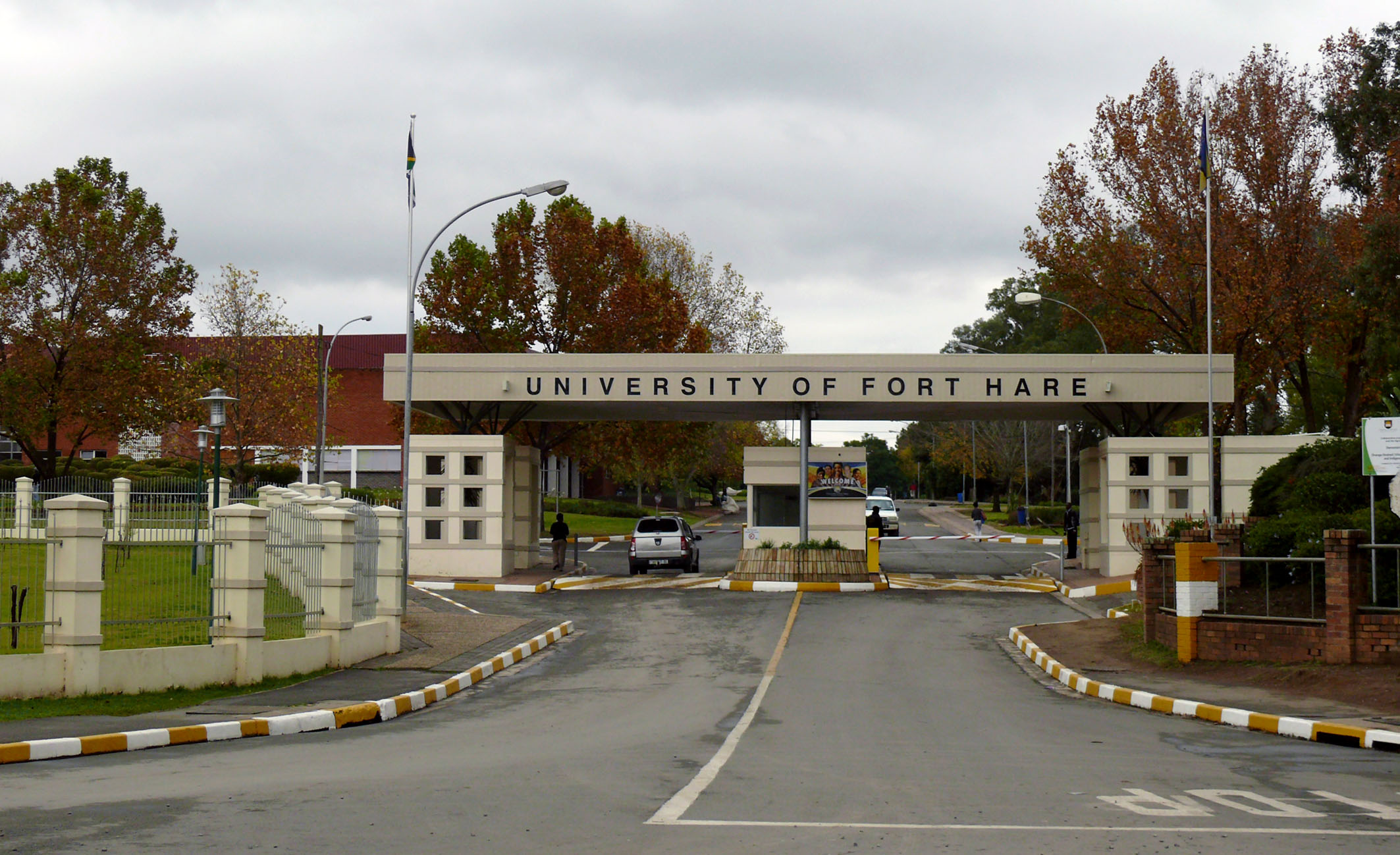

Raymond Mhlaba est une municipalité locale située dans le district d'Amathole, dans la province du Cap oriental, en Afrique du Sud. En 2011, sa population est de 151 379 habitants.

## Source
- (en) Cet article est partiellement ou en totalité issu de l’article de Wikipédia en anglais intitulé « Raymond Mhlaba Local Municipality » (voir la liste des auteurs).